# 945 (číslo)
Devět set čtyřicet pět je přirozené číslo. Římskými číslicemi se zapisuje CMXLV. Následuje po číslu devět set čtyřicet čtyři a předchází číslu devět set čtyřicet šest.

## Matematika
945 je:
- Abundantní číslo
- Složené číslo
- Nešťastné číslo

## Astronomie
- (945) Barcelona je planetka hlavního pásu, kterou objevil v roce 1921 Josep Comas Solà

## Roky
- 945
- 945 př. n. l.